# Campionati europei di atletica leggera indoor 1988 - Salto triplo
La gara del salto triplo maschile si è tenuta il 6 marzo 1988 presso lo Sportcsarnok di Budapest.

## Risultati

### Finale
| Record mondiale       | Mike Conley    | 17,76 m | New York | 27 febbraio 1987 |
| Record dei Campionati | Māris Bružiks  | 17,54 m | Madrid   | 23 febbraio 1986 |
| Capolista stagionale  | Khristo Markov | 17,45 m | Atene    | 6 febbraio 1988  |

Domenica 6 marzo 1988.
| Pos     | Atleta              | Nazionalità      | 1ª prova | 2ª prova | 3ª prova | 4ª prova | 5ª prova | 6ª prova | Risultato |
| ------- | ------------------- | ---------------- | -------- | -------- | -------- | -------- | -------- | -------- | --------- |
| Oro     | Oleg Sakirkin       | Unione Sovietica | -        | -        | -        | -        | -        | -        | 17,30 m   |
| Argento | Béla Bakosi         | Ungheria         | -        | -        | -        | -        | -        | -        | 17,25 m   |
| Bronzo  | Vasif Asadov        | Unione Sovietica | -        | -        | -        | -        | -        | -        | 17,23 m   |
| 4       | Khristo Markov      | Bulgaria         | -        | -        | -        | -        | -        | -        | 17,19 m   |
| 5       | John Herbert        | Regno Unito      | -        | -        | -        | -        | -        | -        | 16,87 m   |
| 6       | Marios Hadjiandreou | Cipro            | -        | -        | -        | -        | -        | -        | 16,74 m   |
| 7       | Ivan Slanár         | Cecoslovacchia   | -        | -        | -        | -        | -        | -        | 16,72 m   |
| 8       | Zdzisław Hoffmann   | Polonia          | -        | -        | -        | -        | -        | -        | 16,56 m   |
| 9       | Đorđe Kožul         | Jugoslavia       | -        | -        | -        |          |          |          | 16,55 m   |
| 10      | Dario Badinelli     | Italia           | -        | -        | -        |          |          |          | 16,54 m   |
| 11      | Lucian Sfiea        | Romania          | -        | -        | -        |          |          |          | 16,39 m   |
| 12      | Wolfgang Zinser     | Germania Ovest   | -        | -        | -        |          |          |          | 16,24 m   |
| 13      | Serge Hélan         | Francia          | -        | -        | -        |          |          |          | 15,88 m   |
| 14      | Kersten Wolters     | Germania Ovest   | -        | -        | -        |          |          |          | 15,85 m   |
| 15      | Arne Holm           | Svezia           | -        | -        | -        |          |          |          | 15,73 m   |

### Classifica finale
Domenica 6 marzo 1988
| Pos.    | Atleta              | Età | Nazione          | Misura  | Note                          |
| ------- | ------------------- | --- | ---------------- | ------- | ----------------------------- |
| Oro     | Oleg Sakirkin       | 22  | Unione Sovietica | 17,30 m | Miglior prestazione personale |
| Argento | Béla Bakosi         | 30  | Ungheria         | 17,25 m | Record nazionale              |
| Bronzo  | Vasif Asadov        | 22  | Unione Sovietica | 17,23 m |                               |
| 4       | Khristo Markov      | 23  | Bulgaria         | 17,19 m |                               |
| 5       | John Herbert        | 25  | Regno Unito      | 16,87 m |                               |
| 6       | Marios Hadjiandreou | 25  | Cipro            | 16,74 m |                               |
| 7       | Ivan Slanár         | 27  | Cecoslovacchia   | 16,72 m |                               |
| 8       | Zdzisław Hoffmann   | 28  | Polonia          | 16,56 m |                               |
| 9       | Đorđe Kožul         | 24  | Jugoslavia       | 16,55 m |                               |
| 10      | Dario Badinelli     | 27  | Italia           | 16,54 m |                               |
| 11      | Lucian Sfiea        | 24  | Romania          | 16,39 m |                               |
| 12      | Wolfgang Zinser     | 23  | Germania Ovest   | 16,24 m |                               |
| 13      | Serge Hélan         | 24  | Francia          | 15,88 m |                               |
| 14      | Kersten Wolters     | 22  | Germania Ovest   | 15,85 m |                               |
| 15      | Arne Holm           | 26  | Svezia           | 15,73 m |                               |